# Plateau du Lizon
Plateau du Lizon este o arie protejată (sit de importanță comunitară — SCI) din Franța întinsă pe o suprafață de 2.076 ha, integral pe uscat.

## Localizare
Centrul sitului Plateau du Lizon este situat la coordonatele 46°26′00″N 5°47′26″E / 46.43333°N 5.79056°E.

## Înființare
Situl Plateau du Lizon a fost declarat arie specială de conservare în baza directivei 92/43 din 1992 referitoare la conservarea habitatelor naturale și a faunei și florei sălbatice pentru a proteja 3 specii de plante și 6 specii de animale.

## Biodiversitate
Situată în ecoregiunea continentală, aria protejată conține 20 de habitate naturale: Fânețe montane, Păduri aluvionare cu Alnus glutinosa și Fraxinus excelsior (Alno-Padion, Alnion incanae, Salicion albae), Grohotișuri calcaroase și de șisturi calcaroase de la nivelul montan până la nivelul alpin (Thlaspietea rotundifolii), Fânețe de joasă altitudine (Alopecurus pratensis, Sanguisorba officinalis), Mlaștini turboase de tranziție și turbării mișcătoare, Mlaștini alcaline, Grohotișuri medio-europene calcaroase, de la nivel colinar și montan, Pajiști carstice calcaroase sau bazofile, de Alysso-Sedion albi, Cursuri de apă de la nivel de câmpie la nivel montan, cu vegetație Ranunculion fluitantis și Callitricho-Batrachion, Formațiuni de Juniperus communis pe lande sau pajiști calcaroase, Pajiști uscate seminaturale și facies de acoperire cu tufișuri pe substraturi calcaroase (Festuco-Brometalia) (* situri importante pentru orhidee), Păduri de fag din Europa Centrală dezvoltate pe sol calcaros cu Cephalanthero-Fagion, Păduri de fag Asperulo-Fagetum, Păduri pe pante, grohotișuri și ravene de Tilio-Acerion, Pante stâncoase calcaroase cu vegetație casmofită, Mlaștini împădurite, Turbării active, Liziere de ierburi înalte hidrofile de câmpie și de nivel montan până la alpin, Pajiști cu Molinia pe soluri calcaroase, turboase sau argilos-nămoloase (Molinion caeruleae), Ape puternic oligomezotrofe cu vegetație bentonică cu Chara spp..
La baza desemnării sitului se află mai multe specii protejate:
- plante (3): papucul doamnei (Cypripedium calceolus), Hamatocaulis vernicosus, moșișoare (Liparis loeselii)
- amfibieni (2): izvoraș-cu-burta-galbenă (Bombina variegata), triton cu creastă (Triturus cristatus)
- mamifere (1): râs eurasiatic (Lynx lynx)
- nevertebrate (3): Austropotamobius pallipes, Coenagrion mercuriale, fluturele auriu (Euphydryas aurinia)

Pe lângă speciile protejate, pe teritoriul sitului au mai fost identificate 10 specii de plante, 7 specii de amfibieni, 5 specii de mamifere, 3 specii de nevertebrate, 1 specie de pești, 7 specii de reptile.